# Coeverden

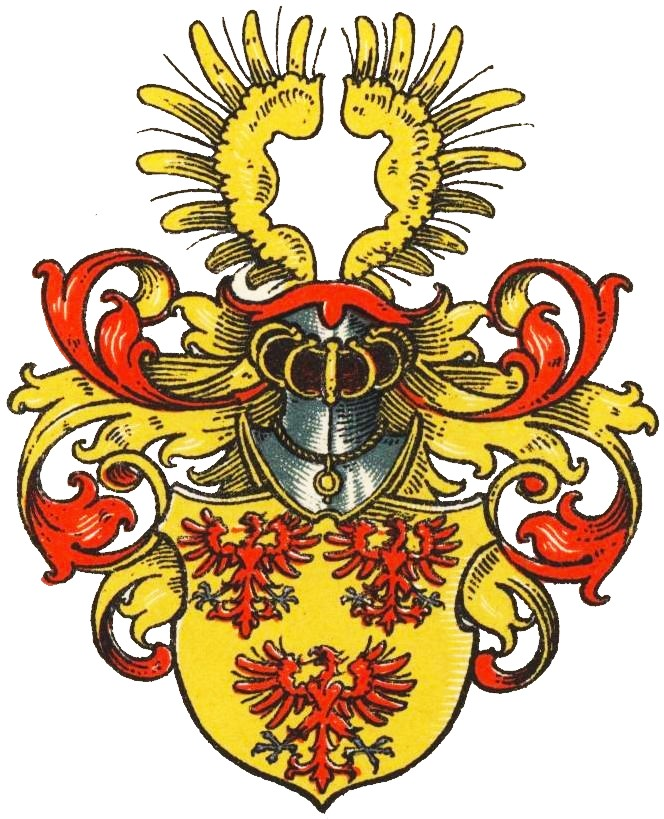
Wappen derer von Coeverden im Wappenbuch des Westfälischen Adels

Coeverden (auch Coverden) ist der Name eines aus den Niederlanden stammenden, später auch in Westfalen ansässigen Adelsgeschlechts.

## Geschichte
Das Geschlecht stammt ursprünglich aus der Provinz Overijssel und war insbesondere in der Drenthe begütert. Stammvater des Geschlechts war Hendrik van Borculo, der 1231 Eufemia, Tochter des Burggrafen von Coevorden, heiratete. Ihr Enkel Reinolt nannte sich nach seiner Großmutter „van Coeverden“. Seit dieser Zeit spielte das Geschlecht bis in das 17. Jahrhundert eine wichtige Rolle in der Region.
Im Niederländischen hatte die Familie die Orte Coevorden, Scherpenseel, Stuvelar und Wegdam im Besitz. Darüber hinaus besaß es 1739 mehrere Güter im Münsterland: Darbröcking und Rhede im Kreis Borken und Rhade im Kreis Recklinghausen.
Die Familie erlosch in Westfalen in der zweiten Hälfte des 19. Jahrhunderts. In den Niederlanden tragen die Nachkommen Reinolts noch immer den Namen und gehören zum niederländischen Adel. 1814 wurde drei Familienmitgliedern der Titel „Jonkheer“ verliehen. 1991, 1992, 1993, 2009 und 2018 wurde verschiedenen Familienmitgliedern der Titel „Baron“ verliehen.

## Persönlichkeiten
- Wilhelm van Coeverden, 1635–1648 Bürgermeister von Emden
- Anton Johann Nepomuk von Coeverden, Autor von Gehorsamster Bericht die Hungers Not in der Düffelt betreffend, datiert vom 9. September 1816
- George Vancouver (1757–1798), Offizier, Entdecker und Namensgeber Vancouvers, entstammt der britischen Linie des Geschlechts

## Wappen
Blasonierung: In Gold drei (2:1) rote Adler. Auf dem Helm ein offener, goldener Flug. Die Helmdecken sind rot-golden.
Bei Siebmacher findet sich unter den Burgundischen ein abweichendes Wappen, das drei (2:1) Vögel zeigt.

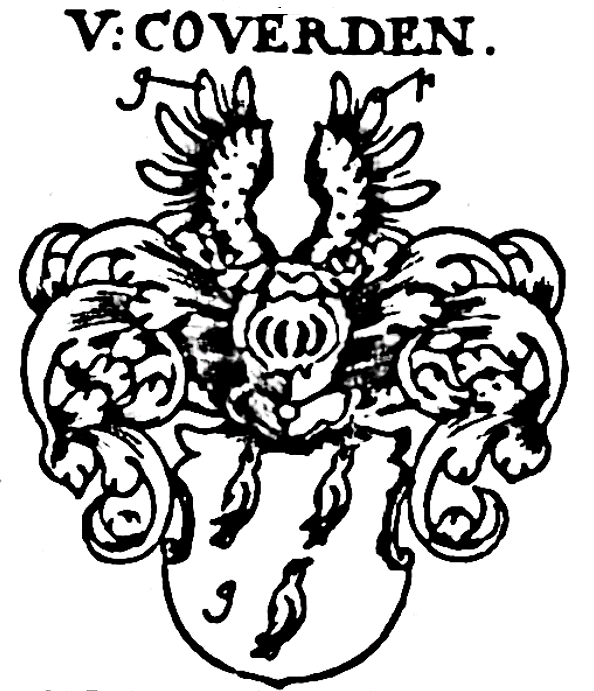
Wappen derer von Coeverden unter den Burgundischen bei Siebmacher (1772)
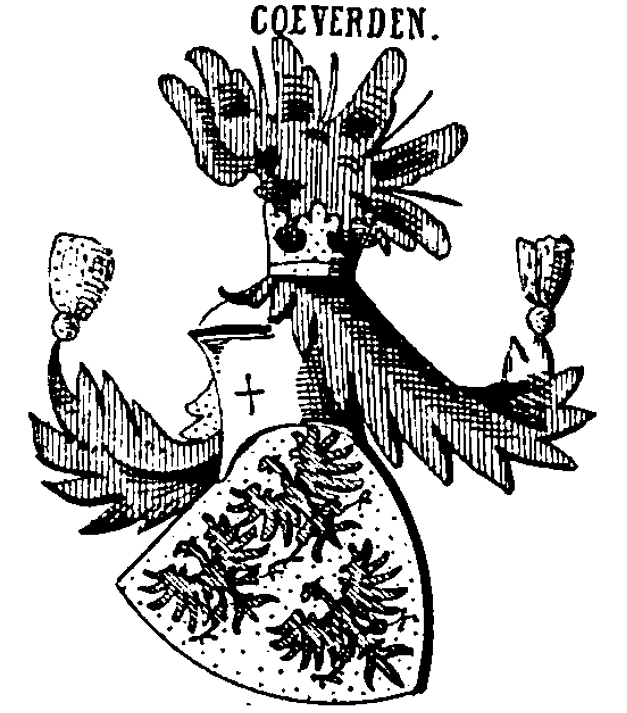
Wappen derer von Coeverden bei Siebmacher (1857)
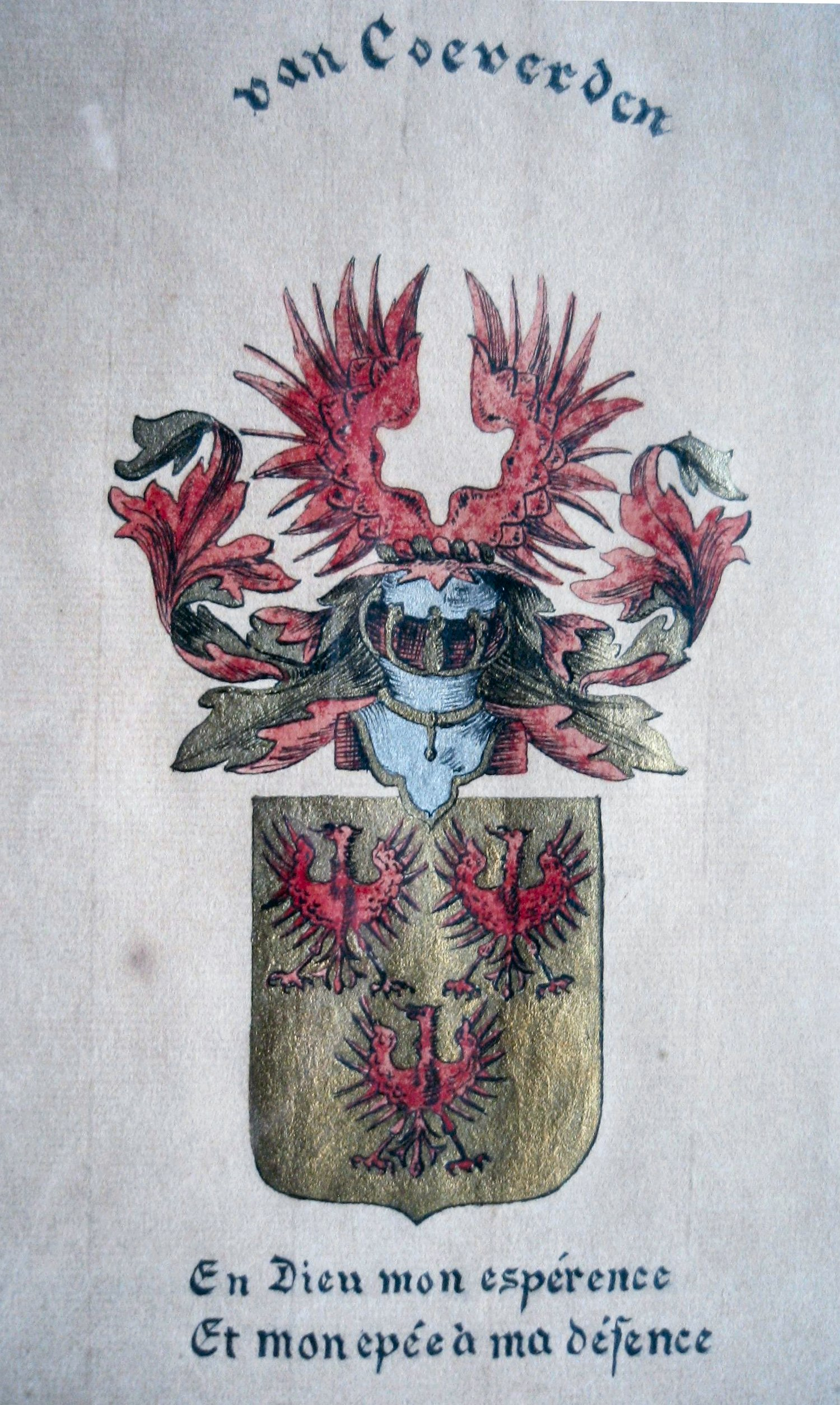
Familienwappen derer von Coeverden
Wappen derer von Coeverden vom 28. August 1814
Wappen der Titelanerkennung per königlichem Beschluss vom 3. Dezember 1991

Die ebenfalls niederländisch-westfälischen Herren von Echten führten ein Wappen, das in Silber drei (2:1) schwarze Adler zeigte. Kneschke vermutet einen Zusammenhang mit den von Coeverden.